# NGC 6172
NGC 6172 is een elliptisch sterrenstelsel in het sterrenbeeld Slang. Het hemelobject werd op 21 juni 1884 ontdekt door de Franse astronoom Édouard Jean-Marie Stephan.
In sommige astronomische catalogi, zoals de Revised New General Catalogue (RNGC), staat NGC 6172 vermeld alszijnde een object in het sterrenbeeld Slangendrager. De coördinaten zijn daarbij verkeerdelijk weergegeven, met een verschil van 10 minuten oostwaarts (Rechte Klimming).

## Synoniemen
- IC 1213
- UGC 10352
- MCG 0-42-3
- ZWG 24.9
- NPM1G -01.0494
- PGC 57937